# In Pieces
"In Pieces" is een nummer van rockband Linkin Park. Het staat als 11e track op het derde studioalbum Minutes to Midnight.

## Stijl
Het nummer begint met een voorgeprogrammeerde drumloop dat zich door het gehele nummer voortzet. Chester Bennington zingt over de beat en halverwege het eerste couplet komt er een basgitaar bij. Het eerste refrein bevat zowel gezang en geschreeuw van Bennington, waarbij hij een of twee woorden op een agressieve toon zegt, om daarna twee zinnen te zingen.
| So I                     | Schreeuwerig |
| I won't be the           | Zangstijl    |
| One                      | Schreeuwerig |
| Be the one to leave this | Zangstijl    |
| In Pieces                | Zangstijl    |

In het tweede couplet, komt er een elektrisch gitaar bij die een door ska beïnvloedde riff speelt naast de drums. Tijdens de brug, speelt gitarist Brad Delson een progressieve gitaarsolo. Midden in de solo, komt er een ritmische gitaarspel bij dat tijdens live-uitvoeringen door Mike Shinoda wordt gespeeld. Het laatste refrein bevat de doorgaande ritmische gitaar, vergezeld met guitarpicking. Tijdens optredens voegt Bennington de woorden "Don't lie, to me" toe in de outro.

## Thema
Het nummer is geschreven door Bennington, naar aanleiding van de scheiding met zijn eerste vrouw. Het nummer gaat over een persoon, die een ander beloftes heeft gemaakt en die niet is nagekomen. De relatie tussen beide bestaan vooral uit leugens. Op een concert in Selma op aan alle exen van het publiek.
Emily Armstrong · Chester Bennington · Rob Bourdon · Colin Brittain · Brad Delson 
Dave Farrell · Joe Hahn · Scott Koziol · Mike Shinoda · Mark Wakefield